# ۵۰ بازیکن بزرگ تاریخچه ان‌بی‌ای

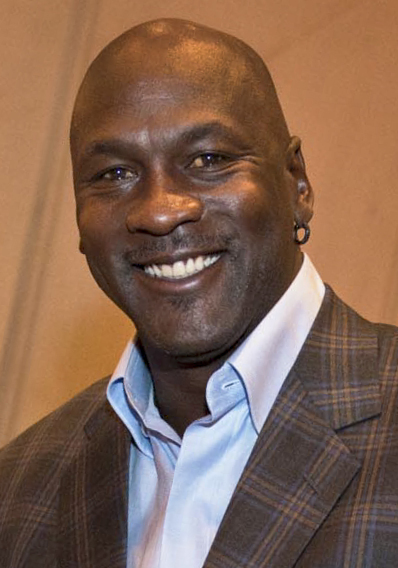
مایکل جردن

۵۰ بازیکن بزرگ تاریخچه ان‌بی‌ای (انگلیسی: 50 Greatest Players in NBA History) (همچنین به عنوان سالروز ۵۰ ستاره ان‌بی‌ای) در سال ۱۹۹۶ به افتخار پنجاهمین سالگرد تأسیس انجمن ملی بسکتبال (ان‌بی‌ای) برای اولین بار انتخاب شدند. این پنجاه بازیکن از طریق یک رای توسط هیئتی از اعضای رسانه‌ها، بازیکنان سابق و مربیان و مدیران فعلی و سابق انتخاب شدند. علاوه بر این، ده مربی برتر و بزرگ ان‌بی‌ای نیز توسط اعضای رسانه به عنوان بخشی از جشن انتخاب شدند. ۱۰ تیم برتر تاریخ ان‌بی‌ای نیز در این انتخابات برگزیده شده‌اند.
(کوبی برایانت، ویلت چمبرلین، لری برد، مایکل جردن، بیل راسل، چارلز بارکلی، کلاید درکسلر، پاتریک اوینگ، کارل مالون، اسکاتی پیپن، دیوید رابینسون، جان استاکتون، حکیم اولاجوان، الگین بیلور، جولیوس اروینگ، جرج گروین، جری لوکاس، روبرت پاریش، والت فریزر، باب کوزی، مجیک جانسون، موزس مالون، اسکار رابرتسون، ویلیس رید، اسکاتی پیپن، جری وست، بیل والتون، جیمز ووردی، جان هاولیچک، پیت ماراویچ، کوین مک هیل، جورج مایکن) از جمله بازیکنان برتر این لیست هستند.